# 사람으로서 축이 흔들리고 있어
《사람으로서 축이 흔들리고 있어》(人として軸がぶれている 히토토시테지쿠가부레테이루[*])는 2007년 8월 22일 발매된 TV애니메이션 《안녕, 절망선생》 제1기 오프닝곡과 수록곡의 앨범이다. 아티스트는 오츠키 켄지와 안녕 절망선생의 참가한 성우 5명(절망소녀들).

## 수록곡
1. 사람으로서 축이 흔들리고 있어(人として軸がぶれている)
아티스트 : 오츠키 켄지와 절망소녀들(노나카 아이, 이노우에 마리나, 코바야시 유, 사와시로 미유키, 신타니 료코)
작사 : 오츠키 켄지, 작곡/편곡 : NARASAKI
2. 막무가내로 My way~(強引niマイYeah～)
아티스트 : 절망소녀들 (노나카 아이, 이노우에 마리나, 코바야시 유, 신타니 료코)
작사 : 村野直球, 작곡/편곡 : 川田瑠夏
3. 사람으로서 축이 흔들리고 있어 - Off Vocal(人として軸がぶれている 歌無し)
4. 막무가내로 My way~ - Off Vocal(強引niマイYeah～ 歌無し)

## 안녕, 절망선생 오프닝
- 트랙1 ‘사람으로서 축이 흔들리고 있어’는 절망선생 메인 오프닝으로 사용되었다.
- 트랙2 ‘막무가내로 My way~’는 절망선생 서브 오프닝으로 사용되었다.